# LAV 4 (Bélgica)

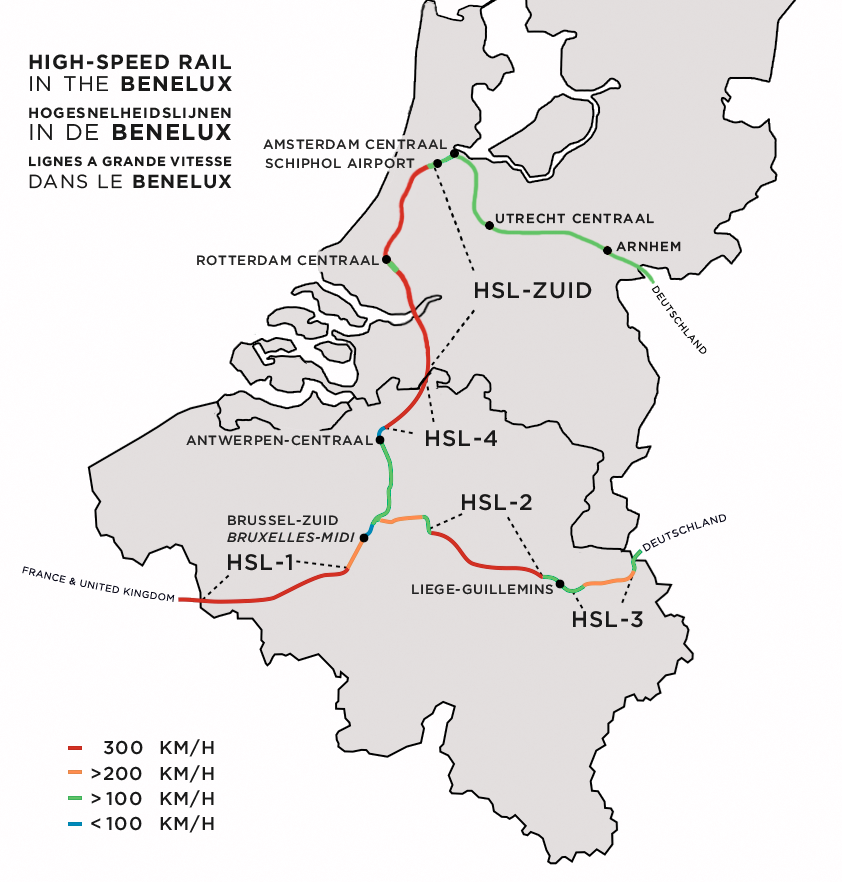
Red de alta velocidad en Bélgica y los Países Bajos en 2009

La LAV 4 es una línea ferroviarìa belga de alta velocidad que conecta Bruselas con la frontera neerlandesa actualmente en servicio desde el 13 de diciembre de 2009, con dos años de retraso. Tiene 87 km de longitud de los cuales 40 km son de nueva construcción y 47 km corresponden a líneas modernizadas.
Junto a la LAV 1 (que une Bruselas con la frontera francesa) disminuyó sensiblemente los tiempos de viaje desde Bruselas y París a los Países Bajos. La LAV 4 está siendo usada por trenes Thalys, por trenes nacionales InterCity y por trenes neerlandeses NS Hispeed.

## Ruta
La LAV 4 comienza en la estación de Bruselas-Sur y se dirige hacia el norte por el trazado tradicional que ha sido modificado para poder soportar velocidades de 200 km/h. En su trayecto inicial atraviesa las estaciones de Bruselas-Central y Bruselas-Norte.
En Schaarbeek (en las afueras de Bruselas) la línea se divide en dos:
- Rama este: Hacia la ciudad de Lieja, como LAV 2.
- Rama norte: Hacia la ciudad de Amberes y la frontera holandesa como LAV 4.

después de Schaarbeek continùa por la línea tradicional modernizada hasta la ciudad de Amberes. En esta ciudad un túnel bajo la misma ha sido construido para permitir a los trenes de alta velocidad llegar y atravesar directamente a la estación Amberes-Central y desde allí acceder a la LAV de nueva construcción hacia el norte.
La línea regresa a la superficie en la estación Amberes-Dam y luego de atravesar el Canal "Albert" vuelve a la línea tradicional Amberes-Essen. Poco después los trenes dejan la antigua línea e ingresan a la Línea de Alta Velocidad propiamente dicha que tiene una longitud de 40 km y llega hasta la frontera holandesa.
Una vez atravesada la frontera, la línea continúa hacia el norte como la holandesa HSL-Zuid (que también entró en servicio en diciembre de 2009).

## Estaciones
La estación Amberes-Central ha sido completamente reorganizada. Un túnel fue construido para permitir el paso de los trenes bajo la ciudad. La estación incluye 4 niveles:
- Nivel +1 (la estación original): con 6 vías terminales (en fondo de saco).
- Nivel 0: dedicado a venta de pasajes y zona comercial.
- Nivel −1 (7 metros bajo el nivel de la calle): con 4 vías terminales (en fondo de saco).
- Nivel −2 (18 metros bajo el nivel de la calle): con 4 vías, las 2 centrales unidas al túnel bajo la ciudad y destinadas a servicios de alta velocidad y a servicios InterCity nacionales.

La LAV 4 será también la única línea de alta velocidad belga en tener una estación dedicada solo a trenes de alta velocidad en Noorderkempen (Brecht).